# Hondagänget
Hondagänget är en bokserie utgiven av B. Wahlströms bokförlag samt författade av Ulf Nilsson.

## Böcker
| Bok Nr | BW-nr | Utgivningsår          | Titel                                 | ISBN          | Sidor | Ryggfärg       |
| ------ | ----- | --------------------- | ------------------------------------- | ------------- | ----- | -------------- |
| 1      | 1967  | 1977                  | Honda-gänget                          | 91-32-11643-8 | 160   | Röd eller grön |
| 2      | 2027  | 1978                  | Honda-gänget och Svarta Skräcken      | 91-32-11711-6 | 154   | Grön           |
| 3      | 2053  | 1979                  | Honda-gänget och den mystiske rånaren | 91-32-11813-9 | 159   | Grön           |
| 4      | 2087  | 1981 (Andra upplagan) | Honda-gänget och den falske agenten   | 91-32-11819-8 | 160   | Grön           |
| nn     | 2113  | 1980                  | Honda-gänget och motorgården          | 91-32-11909-7 | 156   | Grön           |
| 6      | 2147  | 1980                  | Honda-gänget och mc-stölden           | 91-32-11937-2 | 157   | Grön           |
| 7      | 2207  | 1981                  | Honda-gänget och jakten i tunnlarna   | 91-32-12076-1 | 156   | Grön           |
| nn     | 2227  | 1982                  | Honda-gänget och smugglaren           | 91-32-12151-2 | 159   | Grön           |
| 9      | 2262  | 1982                  | Honda-gänget och den stora tävlingen  | 91-32-12207-1 | 155   | Grön           |
| 10     | 2314  | 1983                  | Honda-gänget och sabotören            | 91-32-12293-4 | 153   | Grön           |
| 11     | 2350  | 1984                  | Honda-gänget och bilskojaren          | 91-32-12438-4 | 152   | Grön           |

"Bok Nr" i tabellen ovan avser det nummer som står på bokens framsida
"BW-nr" i tabellen ovan avser B. Wahlströms numrering på bokryggen
Om inget annat anges avser utgivningsåret första upplagan

## Handling
Böckerna handlar om ett gäng med ungdomar som kör motorcykel (och moped) och är med om äventyr och mysterium. Ofta handlar böckerna om samhället och om ungdomsproblem liksom knark, stöld, tveksamhet över jobb, föräldrar och kärlek. Huvudkaraktären är Stefan men i en av böckerna var Kriffe huvudperson.
Ulf Nilsson har tänkt sig att böckerna utspelar sig i Helsingborg.

## Karaktärer
- Stefan Stehag: Stefan är huvudpersonen i alla böcker förutom "Den Stora tävlingen". Han var i nästan alla böcker dödskär i Kerstin, men i boken "den falske agenten" var han kär i en invandrartjej. I "sabotören" blev han tillsammans med Tina, men det slutade antagligen sen. Han hade i de första böckerna en Husqvarna moped från 1959, men i boken "jakten i tunnlarna" köper han en MZ lätt motorcykel. Han är otroligt dålig på motorer och är rädd för det mesta men gillar att simma. Han är ordförande för motorgården "Blue Arrow" och kallas av Stridis "chefen".
- Kerstin Larsson:' Kerstin jobbar som ett vårdbiträde på ett äldreboende och är inte ett dugg kär i Stefan. I den första boken var hon kär i städaren Mats men han har inte dykt upp igen. Hon hade i de första böckerna en Honda 125 cc men skaffade sedan en H-D 90 cc för att "få mer kontakt med vägen". Hon är den bästa och noggrannaste föraren och mekaniker.
- Stig "Stridis" Gren: Stridis fick sitt smeknamn av att han var väldigt våldsam från början och ville bli militär. Efter en sommar i det militära insåg han att det var hemskt och utbildar sig till mekaniker. Han gillar serier. I början hade han en Honda 125 cc men skaffade senare en tung Kawasaki 650 cc.
- Krister "Kriffe": Kriffe jobbar på Volvo för att kunna köpa in alla nya prylar till sin Honda 125 cc. Han gillar Trial. Hans far är alkoholist och hans mor är beroende av bingo. Han har en egen lägenhet men bor hemma hos morsan på grund av stökigheten.
- Hans "Hasse": Hasse gick i samma klass som Stefan under högstadiet och dom skolkade lika mycket. Numera är han plikttrogen glasmästarlärling och är en väldigt bra kompis. Han har en Honda 125 cc och är duktig på att meka. Han är lite förtjust i Kerstin men inte lika upp över öronen kär som Stefan. Han är även alltid lite snuvig. Hans far är polis.
- Jan-Åke "Jompe": Jompe är ingen del av Honda-gänget men kom mera in i böckerna lite senare i serien. Innan det umgicks han mest med raggare och var rasist. Han kör en amerikanare och gillar att laga mat, trots att han inte är den bästa kocken.